# Delta lepeleterii
Delta lepeleterii är en stekelart som först beskrevs av Henri Saussure 1852.  Delta lepeleterii ingår i släktet Delta och familjen Eumenidae. Utöver nominatformen finns också underarten D. l. formosum.